# 여우별밴드
여우별밴드는 대한민국의 락 밴드다. 2014년 싱글 앨범 [하얀나비]로 데뷔했다.

## 방송
- 슈퍼스타K 6 (2014) - Top11(11위)

## 음반
- 하얀나비 (2014)
- 제 10회 현인가요제 기념음반 (2014)
- 슈퍼스타K6 TOP11 Part 1 (2014)
- 여우별 밴드(오랜 친구처럼) (2015)
- 피아노 (2016)
- 빙상의 별들 (2016)

## 공연
- 2016 구례자연드림락페스티벌
- 2018년 평창동계올림픽성공기원콘서트